# Весёлый Кут (Шполянский район)
Весёлый Кут (укр. Веселий Кут) — село в Шполянском районе Черкасской области Украины.
Население по переписи 2001 года составляло 251 человек. Почтовый индекс — 20655. Телефонный код — 4741.

## Местный совет
20655, Черкасская обл., Шполянский р-н, с. Весёлый Кут, ул. Колхозная

## Известные уроженцы
- Головань, Евгения Алексеевна (род. 1925) — Герой Социалистического Труда.